# ستيف لوسون (لاعب كرة قدم)
ستيف لوسون (بالفرنسية: Tevi Steve Lawson) هو لاعب كرة قدم فرنسي في مركز الدفاع، ولد في 8 أغسطس 1994 في مانت لا جولي في فرنسا. لعب مع نادي إيفيان.

## وصلات خارجية
- ستيف لوسون على موقع قاعدة بيانات كرة القدم.إي يو (الإنجليزية)
- ستيف لوسون على موقع ناشيونال فوتبول تيمز (الإنجليزية)
- ستيف لوسون على موقع Soccerway.com (الإنجليزية)